# Edward Bronselaer
Edward Bronselaer (Liedekerke, 1903 - Brussel, 1967) was een politicus voor de toenmalige CVP en oefende verschillende mandaten uit in de gemeente Liedekerke (schepen, burgemeester van 1959 tot 1967).
Hij was gehuwd met Maria Van Droogenbroeck (1912 - 1983) en was vader van zes kinderen.